# マラキ書3章
マラキ書3章（マラキしょ3しょう）は旧約聖書のマラキ書の中の一章。2章17節を受けた内容である。収入の十分の一を献金する根拠としてこの箇所が用いられ、マラキ書の中でも取り上げられることが多い。

## 日本語訳
マラキ書3章は24節からなる。

## 解釈
2章17節は悪人が栄えるのはなぜかという神義論の問題ではなく、民が自分達の悪を神は気にしてはいないだろう、したがって正義をないがしろにしたとしても神の裁きが下ることはないだろうと考えているために「裁きの神はどこにおられるのか」と問うているのである。
スパージョンは3節について、主が金銀を精錬するように人間を罪から清められるまで座して待っているとしている。これによって4節にあるように人間が主にとって好ましいものとなるのである。
5-6節では裁きの神は確かにおられ、神はいつまでも変わらず正義を大切にし続けると語り、それにより2章17節で民より出された問いに答える。

8節の偽る קָבַע(qaba)は共同訳聖書では欺く、口語訳聖書では奪うと訳している。箴言22章23節では奪うという意味でこの単語が使われている。
ここで表現されていることは出し惜しみとごまかしは主を欺き、主から奪うことだという告発である。現代でも自分の富の十分の一を献金したのに思ったように恩恵を得られていないと感じるということが起こるが、この時代の民たちも主から恩恵を受けていると感じていなかったのかもしれない。しかし、豊かな自然、仕事の喜び、共に祭儀に与ることができることの恵みを感じ取ることができる者はその分ほとばしるように献金、あるいは献身ということが出てくるものではないか、主が人間たちに与えてくださっている恵みに目を留めることをすすめるとする読みもある。

新約聖書ではマタイによる福音書23章23節にある言葉でも十分の一の献げ物について言及されている。
13-15節では2章17節で民が語った内容が繰り返され、神に仕えても何の益もないことが語られる。義人が苦難に遭い、悪人が栄えるという言葉が出てくることはヨブ記とも類似するが、民の態度はヨブとは対照的である。
しかし16節に書かれているように主を畏れ敬う者たちもおり、それらの人々は忘れられることなく記録の書に書き記されていることが宣言され、18-21節では主を畏れ敬う人々とは反対に主に逆らう者が裁かれることも宣言される。
22節にあるホレブは乾燥した所という意味でモーセが律法を与えられたシナイ山の別称であり、もう一度律法を思い起こすよう命じる。
23節では1節で預言されていた使者として天に上った人物である預言者エリヤが遣わされるとしている。
24節に出てくる父は神のことではなく普通の家庭の父である。世代間の対立や共同体における不和が平和と恵みの交わりに変えられるようにとの祈りである。

マラキ書3章は裁きの言葉が多いが、24節にあるこの祈りは、ヨハネの黙示録22章21節が新約聖書の最後の言葉となっていることを思い起こさせる。